# Station Pawłowiczki
Station Pawłowiczki is een spoorwegstation in de Poolse plaats Pawłowiczki.